# Bad Kötzting
Bad Kötzting is een plaats in de Duitse deelstaat Beieren, gelegen in het Landkreis Cham. De stad telt 7.381 inwoners.

## Geografie
Bad Kötzting heeft een oppervlakte van 62,17 km² en ligt in het zuiden van Duitsland.

## Douzelage
Bad Kötzting is een van de oprichters van de Douzelage, een stedenband, waarin in beginsel ieder land uit de Europese Unie met één stad vertegenwoordigd is. De naam Douzelage is een combinatie van het Franse woord "douze" voor twaalf en "jumelage" en staat voor de twaalf oorspronkelijke lidstaten van de Europese Unie in 1991, toen deze associatie werd opgericht in Granville (Frankrijk). Alhoewel het aantal lidstaten in de Europese Unie is toegenomen, is de naam ongewijzigd gebleven. Het doel van de Douzelage is het promoten en verstevigen van de Europese gedachte en het aangaan van educatieve, economische, toeristische, sportieve en culturele banden tussen de steden onderling. Er zijn nu 24 steden aangesloten bij de Douzelage. Er wordt overlegd over de uitbreiding met nog drie steden: Agros in Cyprus, Škofja Loka in Slovenië, en Tryavna in Bulgarije). De aangesloten landen en steden zijn:
 Spanje met Altea - 1991
 Duitsland met Bad Kötzting - 1991
 Italië met Bellagio - 1991
 Ierland met Bundoran - 1991
 Frankrijk met Granville - 1991
 Denemarken met Holstebro - 1991
 België met Houffalize - 1991
 Nederland met Meerssen - 1991
 Luxemburg met Niederanven - 1991
 Griekenland met Preveza - 1991
 Portugal met Sesimbra - 1991
 Verenigd Koninkrijk met Sherborne - 1991
 Finland met Karkkila - 1997
 Zweden met Oxelösund - 1998
 Oostenrijk met Judenburg - 1999
 Polen met Chojna - 2004
 Hongarije met Kőszeg - 2004
 Letland met Sigulda - 2004
 Tsjechië met Sušice - 2004
 Estland met Türi - 2004
 Slowakije met Zvolen - 2007
 Litouwen met Prienai - 2008
 Malta met Marsaskala - 2009
 Roemenië met Siret - 2010
Arnschwang ·
Arrach ·
Bad Kötzting ·
Blaibach ·
Cham ·
Chamerau ·
Eschlkam ·
Falkenstein ·
Furth im Wald ·
Gleißenberg ·
Grafenwiesen ·
Hohenwarth ·
Lam ·
Lohberg ·
Michelsneukirchen ·
Miltach ·
Neukirchen beim Heiligen Blut ·
Pemfling ·
Pösing ·
Reichenbach ·
Rettenbach ·
Rimbach ·
Roding ·
Rötz ·
Runding ·
Schönthal ·
Schorndorf ·
Stamsried ·
Tiefenbach ·
Traitsching ·
Treffelstein ·
Waffenbrunn ·
Wald ·
Walderbach ·
Waldmünchen ·
Weiding ·
Willmering ·
Zandt ·
Zell
Altea · Bad Kötzting · Bellagio · Bundoran · Chojna · Granville · Holstebro · Houffalize · Judenburg · Karkkila · Kőszeg · Meerssen · Niederanven · Oxelösund · Preveza · Rovinj · Sesimbra · Sherborne · Sigulda · Sušice · Türi